# Ecphyas holopsara
Ecphyas holopsara är en fjärilsart som beskrevs av Turner 1929. Ecphyas holopsara ingår i släktet Ecphyas och familjen mätare. Inga underarter finns listade i Catalogue of Life.